# Schwedisch-Livland

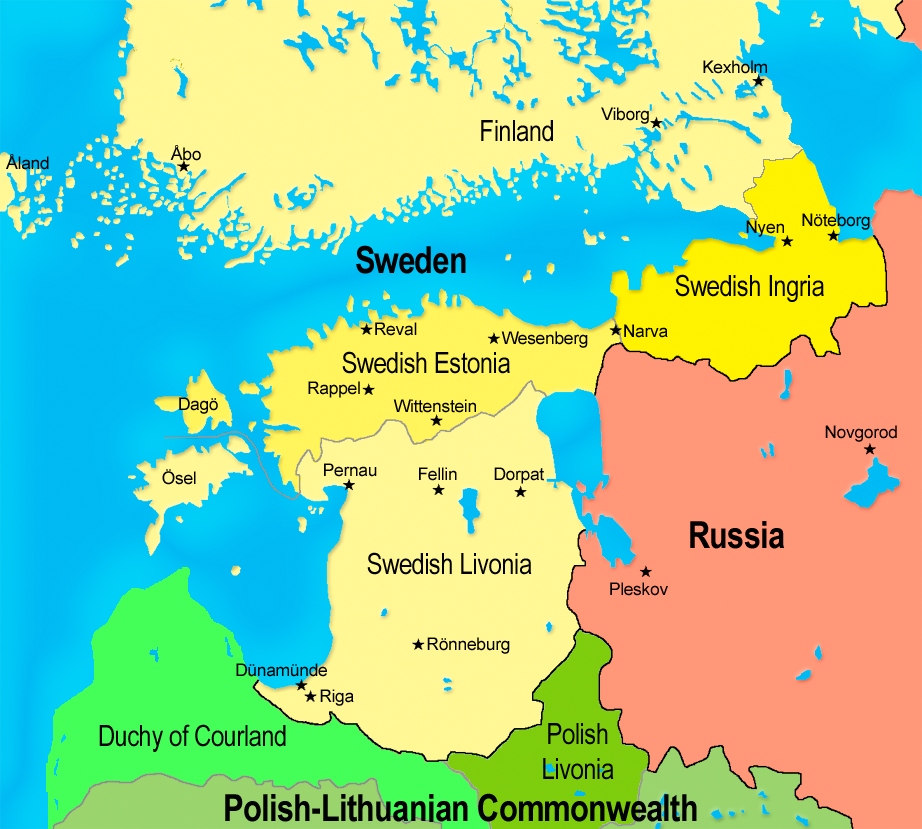
Schwedisch-Livland

Schwedisch-Livland (Schwedisch: Svenska Livland) war eine Provinz des schwedischen Reiches von 1629 bis 1721. Das Gebiet setzt sich aus dem südlichen Teil des modernen Estland (einschließlich der Insel Ösel, abgetreten von Dänemark nach dem Vertrag von Brömsebro) und dem nördlichen Teil des heutigen Lettland (der Region Vidzeme) zusammen.

## Geschichte
Die Gebiete wurden als Teil des polnisch-litauischen Herzogtums Livland während des von 1600 bis 1629 andauernden polnisch-schwedischen Kriegs für Schweden erobert. Teile von Livland und der Stadt Riga waren seit 1621 unter schwedischer Kontrolle. Die schwedische Herrschaft wurde zuerst im Vertrag von Altmark 1629 anerkannt. Das Gebiet selbst wurde erst mit dem Vertrag von Oliva 1660 Bestandteil des Schwedischen Reiches. Der kleinere Teil der Woiwodschaft Wenden blieb im Besitz Polen-Litauens und wurde in Woiwodschaft Livland umbenannt. Umgangssprachlich wurde es Polnisch-Livland genannt. Dieser Teil entspricht heute der Region Lettgallen.
Riga, die Hauptstadt Livlands, war zugleich die zweitgrößte Stadt im schwedischen Reich zu dieser Zeit. Zusammen mit den anderen Ostseeprovinzen war Livland bedeutend für die Aufrechterhaltung des schwedischen Dominium maris baltici. Im Gegensatz zu Schwedisch-Estland, dessen Bewohner 1561 freiwillig unter schwedische Oberherrschaft wechselten und deren Autonomie unberührt blieb, wurde in Schwedisch-Livland unter Karl XI. eine Zentralisierungspolitik durchgesetzt. Im Ergebnis wurde die Königsmacht in Livland zu Lasten der lokalen Herrschaft gestärkt. 
Schwedisch-Livland wurde ab 1700 durch das Russische Zarentum während des Großen Nordischen Krieges erobert und bildete das Gouvernement Livland. Formal wurde es im Vertrag von Nystad 1721 zusammen mit Schwedisch-Estland und Ingermanland an Russland abgetreten.
Schwedisch-Livland wurde von aus Stockholm ernannten Generalgouverneuren regiert. Zusätzlich gab es aber eine eigene föderale Versammlung.

## Administrative Gliederung
Schwedisch-Livland war in vier Statthaltereien gegliedert, die dem Generalgouverneur in Riga unterstanden:
1. Riga
2. Wenden
3. Pernau
4. Dorpat

## Generalgouverneure
- 1628–1629 Gustaf Horn (1577–1645)
- 1629–1633 Freiherr Johan Skytte (1577–1645)
- 1633–1634 Nils Assersson Mannersköld (1586–1655)
- 1634–1643 Freiherr Bengt Bengtsson Oxenstierna (1591–1643)
- 1643–1643 Hermann von Wrangel (1587–1643)
- 1644–1644 Freiherr Erik Eriksson Ryning (1592–1654)
- 1645–1647 Freiherr Gabriel Bengtsson Oxenstierna (1586–1656)
- 1647–1649 Freiherr Erik Stenbock (1612–1659)
- 1649–1652 Graf Magnus Gabriel De la Gardie (1622–1686)
- 1652–1653 Graf Gustaf Horn (1592–1657)
- 1655–1658 Graf Magnus Gabriel De la Gardie (1622–1686)
- 1658–1661 Graf Robert Douglas (1611–1662)
- 1661–1662 Graf Axel Lillie (1603–1662)
- 1662–1666 Graf Bengt Oxenstierna (1623–1702)
- 1666–1671 Graf Claes Tott (1630–1674)
- 1671–1674 Freiherr Fabian von Fersen (1626–1677)
- 1674–1686 Freiherr Krister Horn (1622–1692)
- 1686–1695 Graf Jakob Johann von Hastfer (1647–1695)
- 1696–1702 Graf Erik Dahlberg (1625–1703)
- 1702–1706 Freiherr Carl Gustaf Frölich (1637–1714)
- 1706–1709 Graf Adam Ludwig Lewenhaupt (1659–1719)
- 1709–1709 Heinrich Otto von Albedyl (1666–1738)
- 1709–1710 Graf Niels Stromberg (1646–1723)